# Louis van den Bossche

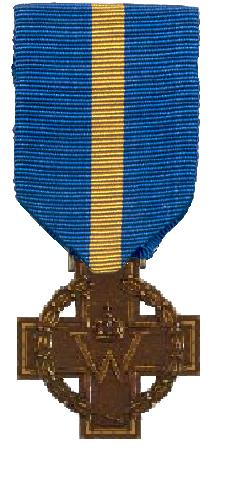

Ludovicus Johannes van den Bossche (28 september 1920 - 15 oktober 2009) was Engelandvaarder en beroepsmarinier.
Louis van de Bossche woonde als kind in Borgvliet, in de buurt van Bergen op Zoom. Zijn vader had een bakkerij waar hij al op jonge leeftijd meehielp.

## Oorlogsjaren
In 1940 werd hij marinier. In mei 1940 werd hij ingezet bij de Maasbruggen in Rotterdam om te proberen de brug te heroveren. Na de capitulatie werd hij tewerkgesteld bij de Nederlandse Spoorwegen. Na aanvaring met een Duitse onderofficier werd hij tot negen maanden gevangenisstraf veroordeeld. Toen hij vrijkwam, werd hij door de Gestapo gezocht wegens poging tot ontsnappen.
Op 17 maart 1942 verstopte hij zich onder de trein naar Parijs, samen met Frans Boluyt en Henk Zeelenberg. In Parijs ging de reis verder naar de Zwitserse grens, ook per trein. Lopend via de besneeuwde bergen bereikten ze de bewoonde wereld, maar het lukte niet snel vandaar verder te reizen en de groep viel uiteen. Pas op 24 december ging Van den Bossche met drie Nederlanders richting Pyreneeën. In Figueiras werden ze aangehouden. Twee maanden later werd hij vrijgelaten.
In 1943 was hij lid van de Krijgsraad van Engelandvaarders in Madrid samen met Louis Boas, Hans van Dam, A.J. Legerstee, Jan Linzel, J.B. Onnekink, Rob Versluys en Henk Zeelenberg.
Via Madrid en Lissabon bereikte hij Londen op 9 mei 1943. Hij kreeg een commando-opleiding in Schotland en de Verenigde Staten, waarna hij deel uitmaakte van de Prinses Irene Brigade.
Op 8 augustus 1944 landde Van den Bossche met de PIB bij Arromanches. Later was hij betrokken bij Pont-de-Vaux, Audemez, Beringen, Tilburg, Grave en Zeeland.
Na de oorlog bleef hij in dienst. Hij werd drie keer uitgezonden naar Nederlands Oost-Indië, maar ook naar Nieuw-Guinea, Aruba en het Pentagon in Washington. Hij heeft o.a. gediend aan boord van de Hr.Ms. Karel Doorman. In 1971 ging Van den Bossche met pensioen.

## Onderscheidingen
- Kruis van Verdienste op 28 oktober 1943 als Marinier der 2e klasse[2][1]
- Oorlogsherinneringskruis met 3 gespen[1]
- Verzetsherdenkingskruis[1]
- Ereteken voor Orde en Vrede[1]
- Herinneringskruis Nieuw-Guinea met gesp